# Église Saint-Pierre de Bengy-sur-Craon
Pour les articles homonymes, voir Église Saint-Pierre.
L'église Saint-Pierre est située sur la commune de Bengy-sur-Craon, dans le département du Cher, en France.

## Historique
Son édification a été initiée au milieu du XIIe siècle.
L'édifice est classé partiellement au titre des monuments historiques par arrêté du 13 juin 1913.